# Emília Rotter
Emília Rotter (Budapest; 8 de septiembre de 1906-ídem; 28 de enero de 2003) fue una patinadora artística sobre hielo húngara, cuatro veces campeona mundial en la modalidad de danza junto al patinador László Szollás, entre los años 1931 y 1935.
Rotter también participó en los Juegos Olímpicos de Lake Placid 1932 y en los de Garmisch-Partenkirchen 1936 donde obtuvo en ambos medalla de bronce, en la misma modalidad.